# 周考王
周考王（？—前426年），又稱周考哲王，姓姬，名嵬，為中國東周第十九代國王，在位15年，為周貞定王之子、周哀王與周思王之弟。
前441年，姬嵬殺害周思王自立，是為周考王，以前440年為考王元年。前440年，周考王封其弟姬揭於王畿（位於今河南），是為西周桓公。（西周桓公死後，子威公立。惠公繼承威公之位，在周顯王二年（前367年）又封少子姬班於鞏（今河南省鞏义市西南），史稱“東周”。此時周朝王畿內再分出「西周」、「東周」两小國，王畿便更為縮小。）
周考王時期處於春秋時期與戰國時期之間，或戰國初期。
前426年周考王死去，其子姬午繼位，是為周威烈王。